# Pilu (Estland)
Pilu is een plaats in de Estlandse gemeente Põltsamaa, provincie Jõgevamaa. De plaats heeft de status van dorp (Estisch: küla) en telt 33 inwoners (2021).

## Geschiedenis
Pilu werd in de 17e eeuw voor het eerst genoemd, niet als nederzetting, maar als boerderij. Kerkelijk viel Pilu onder de parochie van Pilistvere in de provincie Viljandimaa, bestuurlijk onder het landgoed van Eistvere in de provincie Järvamaa. De boerderij werd na de bezetting van Estland door de Sovjet-Unie een sovchoz. In 1961 fuseerde deze met de sochoz van Adavere.
Pas in 1970 kreeg Pilu de status van dorp. In 1977 werd het dorp Viruvere bij Pilu gevoegd.